# Owasco Outlet
Owasco Outlet (znana również jako Owasco Creek, Owasco Lake Outlet i Owasco River) – rzeka w Stanach Zjednoczonych, stanie Nowy Jork, w hrabstwie Cayuga. Powierzchnia zlewni nie została określona, natomiast długość rzeki wynosi 22,5 km.
Rzeka zaczyna swój bieg w jeziorze Owasco, a kończy w rzece Seneca.
Miasto Auburn zarządza jedyną zaporą na rzece.